# Амангельды, Бексултан Муратулы
Бексултан Муратулы Амангельды (каз. Бексұлтан Мұратұлы Амангелді; род. 11 июня 1997, Шымкент) — казахстанский футболист, полузащитник клуба «Академия Онтустик».

## Клубная карьера
Футбольную карьеру начал в 2016 году в составе клуба «Ордабасы М» во второй лиге.
В 2021 году перешёл в «Окжетпес». 9 марта 2023 года в матче против клуба «Актобе» дебютировал в казахстанской Премьер-лиге.

## Достижения
«Окжетпес»
- Победитель первой лиги: 2022

## Клубная статистика
| Игровая карьера | Игровая карьера   | Игровая карьера | Лига | Лига | Кубок | Кубок | Межд. | Межд. | Др. | Др. |
| --------------- | ----------------- | --------------- | ---- | ---- | ----- | ----- | ----- | ----- | --- | --- |
| 2018            | ОСДЮСШОР-Жас Улан | В               | 19   | 4    | —     | —     | —     | —     | —   | —   |
| 2020            | Темирлан          | В               | 4    | 0    | —     | —     | —     | —     | —   | —   |
| 2021            | Окжетпес          | Б               | 17   | 3    | 1     | 0     | —     | —     | —   | —   |
| 2022            | Окжетпес          | Б               | 12   | 0    | 1     | 0     | —     | —     | —   | —   |
| 2023            | Окжетпес          | А               | 1    | 0    | —     | —     | —     | —     | —   | —   |